# Scooter Barry
Pour les articles homonymes, voir Barry.
Richard Francis Barry IV ou Scooter Barry, né le 13 août 1966 à San Francisco (États-Unis), est un ancien joueur de basket-ball professionnel américain. Il mesure 1,91 m.

## Biographie
Scooter Barry est le fils de l'ancien joueur NBA Rick Barry, et ses trois frères Jon, Brent et Drew sont eux aussi des joueurs de basket-ball professionnels. Il est le seul Barry à ne jamais avoir joué en NBA. Sa belle-mère, Lynn Barry, a également été une joueuse de basket-ball de renom.
Scooter Barry a joué pour les Jayhawks de l'université du Kansas avec laquelle il remporte le titre de la NCAA en 1988. Il a ensuite fait ses débuts professionnels en CBA, avant de s'exporter vers l'Europe en Allemagne, en Espagne, en France et en Belgique. En 1995, Barry a joué brièvement en ligue australienne de basket-ball.

## Carrière Professionnelle
- 198900000 :  Celtics de Boston (NBA) - n'a pas joué
- 1989-1991 :  San José (CBA)
- 1991-1992 :  Braunschweig (BBL)
- 1992-1993 :  Tau Vitoria (Liga ACB)
- 1993-1995 :  Fort Wayne (CBA)
- 199500000 :  Melbourne Tigers (NBL)
- 1995-1996 :  Hertener Löwen (BBL)
- 1996-1998 :  Braunschweig (BBL)
- 1998-2000 :  Gießen 46ers (BBL)
- 2000-2001 :  Pallacanestro Messina (Lega Due)
- 200100000:  FC Mulhouse Basket (Pro B)
- 2002-2003 :  Cholet Basket (Pro A)
- 2003-2004 :  Spirou Charleroi (LBB)
- 2004-2005 :  Tenerife BC (LEB)
- 2005-2006 :  CB León (LEB)

## Palmarès
- 198800000 : Champion de NCAA avec l'université de Kansas Jayhawks
- 2003-2004 : Champion de Belgique avec le Spirou Charleroi
- 2003-2004 : Vainqueur de la Coupe de Belgique avec le Spirou Charleroi
- 1998-1999 : Finaliste de la Coupe d'Allemagne avec Gießen 46ers

### Distinctions personnelles
- 1997-1998 : termine meilleur passeur (6,17 passes par match) de la Basket-ball-Bundesliga (BBL) avec Braunschweig
- 2000 : nommé au All-Star Day de BBL
- 2002 : nommé au All-Star Game de la LNB